# Parafia Najświętszej Maryi Panny Nieustającej Pomocy w Zdziechowie
Parafia Najświętszej Maryi Panny Nieustającej Pomocy w Zdziechowie – rzymskokatolicka parafia leżąca w granicach dekanatu gnieźnieńskiego I.
Erygowana 1 lutego 1957 roku przez kardynała Stefana Wyszyńskiego. Kościół parafialny został wybudowany w latach 1937–1939 według projektu architekta Stefana Cybichowskiego z Poznania na ziemi ofiarowanej przez Niemca Wendorffa. Do parafii należą wierni z miejscowości: Mączniki, Napoleonowo, Obórka, Zdziechowa i Pyszczynek Huby.
Księgi metrykalne: ochrzczonych, małżeństw i zmarłych prowadzone są od 1957 roku.